# Stora Tvillinggölen
Stora Tvillinggölen är en sjö i Västerviks kommun i Småland och ingår i Storåns huvudavrinningsområde.